# Список прісноводних акваріумних риб
Аква́ріумні риби — збірна назва таксономічно різнорідних риб, яких утримують у акваріумах з декоративною метою.
У даному списку в систематичному порядку наведений список прісноводних риб, що утримуються в акваріумах.